# Rinorea angustifolia
Rinorea angustifolia (Thouars) Baill. – gatunek roślin z rodziny fiołkowatych (Violaceae). Występuje naturalnie w Afryce Subsaharyjskiej. 

## Morfologia
PokrójZimozielone drzewo lub krzew. Dorasta do 10 m wysokości.
LiścieBlaszka liściowa ma eliptyczny kształt. Mierzy 5–9 cm długości oraz 2–4 cm szerokości, jest piłkowana na brzegu, ma klinową nasadę i spiczasty wierzchołek. Ogonek liściowy jest nagi i ma 5–12 mm długości.
KwiatyZebrane w gronach, wyrastają z kątów pędów. Mają działki kielicha o owalnym kształcie i dorastające do 2 mm długości. Płatki są podługowato eliptyczne, mają białą barwę oraz 7 mm długości.
OwoceTorebki mierzące 13 mm długości, o elipsoidalnym kształcie.

## Biologia i ekologia
Rośnie w lasach i zaroślach. 

## Zmienność
W obrębie tego gatunku wyróżniono 6 podgatunków:
- R. angustifolia subsp. albersii (Engl.) Grey-Wilson – występuje w północno-wschodniej Tanzanii[6]
- R. angustifolia subsp. angustifolia – występuje na Madagaskarze[5]
- R. angustifolia subsp. ardisiiflora (Welw. ex Oliv.) Grey-Wilson – występuje w północno-wschodniej Angoli, Zambii, Malawi, Mozambiku, Kenii i Tanzanii[7]. Jest to zimozielone drzewo lub krzew. Dorastające do 1–5 m wysokości. Blaszka liściowa jest nieco skórzasta i ma kształtod eliptycznego lub podługowatego do podługowato owalnego. Mierzy 2–7 cm długości oraz 1–2,5 cm szerokości, jest piłkowana na brzegu, ma nasadę od tępej do sercowatej i wierzchołek od tępego do spiczastego. Przylistki są lancetowate i osiągają 2–3 mm długości. Ogonek liściowy jest owłosiony i ma 2–3 mm długości. Kwiaty są pojedyncze lub zebrane po 2–15 w [[Grono[gronach]], wyrastają z kątów pędów. Mają działki kielicha o owalnym lub podługowatym kształcie i dorastające do 2 mm długości. Płatki są lancetowate, mają białą barwę oraz 5–6 mm długości. Owocami są torebki mierzące 7-8 mm średnicy, o niemal kulistym kształcie. Rośnie w lasach oraz na brzegach cieków wodnych i terenach bagnistych[8].
- R. angustifolia subsp. engleriana (De Wild. & T.Durand) Grey-Wilson – występuje w Gwinei, Wybrzeżu Kości Słoniowej, Ghanie, na Wyspach Świętego Tomasza i Książęcej, w Kamerunie, Gabonie, Kongo, Kabinda, Demokratycznej Republice Konga, Ugandzie, Rwandzie, Burundi i Tanzanii[9]
- R. angustifolia subsp. myrsinifolia (Dunkley) Grey-Wilson – występuje w Malawi[10]
- R. angustifolia subsp. natalensis (Engl.) Grey-Wilson – występuje w Południowej Afryce i Eswatini[11]